# Üllő
Üllő – miasto na Węgrzech, w Komitacie Pest, w powiecie Monor.